# Gandia Bàsquet Atlètic
El Gandia Bàsquet Atlètic fou un club de bàsquet de la ciutat de Gandia (la Safor, País Valencià) fundat en 1993, que jugava a la Lliga EBA quan va desaparéixer el 2013. Els seus drets federatius i esportius foren adquirits pel nou club Units pel Bàsquet Gandia.
El club va nàixer de la fusió el 1993 entre el Nou Bàsquet Gandia i el Club Baloncesto Gandia, que culminava una etapa de gran rivalitat esportiva encetada en els anys 80. A partir de 1995-1996 participa en la lliga EBA fins que l'any 2000 aconsegueix pujar a la LEB 2 on es manté durant sis temporades.Des d'aleshores, l'equip va aconseguir classificar-se totes les temporades per disputar els Play-off d'ascens, excepte a la temporada 2004-2005 en la qual l'equip va quedar-ne fora. A la temporada 2005-2006 l'equip aconseguí l'ascens a la LEB en una brillant temporada en la qual l'equip quedà segon a la lliga regular i en què eliminà als playoffs el Valls i el Cornellà. Isma Cantó n'ha estat entrenador durant 12 temporades ininterrompudes fins que el substituí Víctor Rubio durant la temporada 2007-2008. Durant la temporada 2008-2009 va ser substituït per José Luis Rodríguez. A la fi es va salvar la categoria LEB-OR esportivament però no es van poder complir els compromisos econòmics i es va abaixar administrativament a l'EBA. La temporada 2009-2010 va aconseguir-se arribar a l'última eliminatòria per tornar a pujar a la LEB PLATA, sota la direcció de Víctor Rubio, categoria que no es va poder mantenir en la temporada següent. La temporada 2012-2013el va substituir en la direcció tècnica Roberto Hernández fins que deixà el club a principis de temporada per anar-se'n al bàsquet femení hongarés. El substituí Quique Roig, que va aconseguir mantenir la categoria EBA.
Tres presidents han dirigit el Gandia Bàsquet Atlhètic. Després de la fusió, Paco Miñana, que uní l'aficció gandiana i que va ser succeït per Pep Gomar 'Tano' en l'època dels grans èxits esportius. Mónica Nogueroles ha tancat una època que ha servit per construir unes bases sòlides per al bàsquet de la capital de la Safor.
Units pel Bàsquet Gandia ha adquirit els drets esportius i federatius del Gandia Bàsquet Atlhètic, desaparegut en 2013 després d'un concurs de creditors que s'ha resolt amb la liquidació.

## Jugadors destacats
- Zach Morley
- Jorge Jiménez
- Rafa Granollers
- Shay Miller
- Pedro Rivero
- Romà Bas
- Jordi Grimau[13]